# Indianapolis 500 in 1964
De 48e Indianapolis 500 werd gereden op zaterdag 30 mei 1964 op de Indianapolis Motor Speedway.  Amerikaans coureur A.J. Foyt won de race. Het was zijn tweede Indy 500 overwinning. De race werd overschaduwd door een ernstige crash in de tweede ronde, waarbij de coureurs Eddie Sachs en Dave MacDonald om het leven kwamen.

## Startgrid
| Rij | Binnen         | Midden          | Buiten            |
| --- | -------------- | --------------- | ----------------- |
| 1   | Jim Clark      | Bobby Marshman  | Rodger Ward       |
| 2   | Parnelli Jones | A.J. Foyt       | Dan Gurney        |
| 3   | Lloyd Ruby     | Len Sutton      | Don Branson       |
| 4   | Walt Hansgen   | Jim Hurtubise   | Dick Rathmann     |
| 5   | Johnny Boyd    | Dave MacDonald  | Johnny Rutherford |
| 6   | Ronnie Duman   | Eddie Sachs     | Troy Ruttman      |
| 7   | Bud Tingelstad | Bobby Grim      | Johnny White      |
| 8   | Bobby Unser    | Bob Veith       | Eddie Johnson     |
| 9   | Jack Brabham   | Jim McElreath   | Bob Harkey        |
| 10  | Bob Mathouser  | Chuck Stevenson | Art Malone        |
| 11  | Norm Hall      | Bob Wente       | Bill Cheesbourg   |

## Race
| #                                                                                | Coureur            | Auto                  | Ronden | Opgave         |
| -------------------------------------------------------------------------------- | ------------------ | --------------------- | ------ | -------------- |
| 1                                                                                | A.J. Foyt          | Watson-Offenhauser    | 200    |                |
| 2                                                                                | Rodger Ward        | Watson-Ford           | 200    |                |
| 3                                                                                | Lloyd Ruby         | Watson-Offenhauser    | 200    |                |
| 4                                                                                | Johnny White (R)   | Watson-Offenhauser    | 200    |                |
| 5                                                                                | Johnny Boyd        | Kuzma-Offenhauser     | 200    |                |
| 6                                                                                | Bud Tingelstad     | Trevis-Offenhauser    | 198    |                |
| 7                                                                                | Dick Rathmann      | Watson-Offenhauser    | 197    |                |
| 8                                                                                | Bob Harkey (R)     | Watson-Offenhauser    | 197    |                |
| 9                                                                                | Bob Wente (R)      | Trevis-Offenhauser    | 197    |                |
| 10                                                                               | Bobby Grim         | Kurtis-Offenhauser    | 196    |                |
| 11                                                                               | Art Malone         | Kurtis-Novi           | 194    |                |
| 12                                                                               | Don Branson        | Watson-Offenhauser    | 187    | Mechanisch     |
| 13                                                                               | Walt Hansgen (R)   | Huffaker-Offenhauser  | 176    |                |
| 14                                                                               | Jim Hurtubise      | Hurtubise-Offenhauser | 141    | Mechanisch     |
| 15                                                                               | Len Sutton         | Vollstedt-Offenhauser | 140    | Mechanisch     |
| 16                                                                               | Bill Cheesbourg    | Epperly-Offenhauser   | 131    | Mechanisch     |
| 17                                                                               | Dan Gurney         | Lotus-Ford            | 110    | Mechanisch     |
| 18                                                                               | Troy Ruttman       | Watson-Offenhauser    | 99     | Ongeval        |
| 19                                                                               | Bob Veith          | Huffaker-Offenhauser  | 88     | Mechanisch     |
| 20                                                                               | Jack Brabham       | Brabham-Offenhauser   | 77     | Mechanisch     |
| 21                                                                               | Jim McElreath      | Kurtis-Novi           | 77     | Mechanisch     |
| 22                                                                               | Bob Mathouser (R)  | Walther-Offenhauser   | 77     | Mechanisch     |
| 23                                                                               | Parnelli Jones     | Watson-Offenhauser    | 55     | Mechanisch     |
| 24                                                                               | Jim Clark          | Lotus-Ford            | 47     | Mechanisch     |
| 25                                                                               | Bobby Marshman     | Lotus-Ford            | 39     | Mechanisch     |
| 26                                                                               | Eddie Johnson      | Thompson-Ford         | 6      | Mechanisch     |
| 27                                                                               | Johnny Rutherford  | Watson-Offenhauser    | 2      | Ongeval        |
| 28                                                                               | Chuck Stevenson    | Watson-Offenhauser    | 2      | Ongeval        |
| 29                                                                               | Dave MacDonald (R) | Thompson-Ford         | 1      | Fataal ongeval |
| 30                                                                               | Eddie Sachs        | Halibrand-Ford        | 1      | Fataal ongeval |
| 31                                                                               | Ronnie Duman (R)   | Trevis-Offenhauser    | 1      | Ongeval        |
| 32                                                                               | Bobby Unser        | Ferguson-Novi         | 1      | Ongeval        |
| 33                                                                               | Norm Hall          | Watson-Offenhauser    | 1      | Ongeval        |
| Gemiddelde snelheid : 237,137 km/h - Snelste Ronde : Bobby Marshman, 253,71 km/h |                    |                       |        |                |